# Melanophthalma claudiae
Melanophthalma claudiae is een keversoort uit de familie schimmelkevers (Latridiidae). De wetenschappelijke naam van de soort werd in 2008 gepubliceerd door Wolfgang H. Rücker & Kahlen.